# Bruno Spengler
Bruno Spengler (Schiltigheim, Francia, 23 de agosto de 1983) es un piloto canadiense de automovilismo de velocidad. Ha destacado en Europa, en concreto en el Deutsche Tourenwagen Masters.
Fue campeón en 2012, subcampeón en 2006 y 2007, tercero en 2010, 2011 y 2013, cuarto en 2009 y quinto en 2008 y 2015. Acumula más de 15 victorias en el DTM, cinco de ellas en el callejero de Norisring. Luego de correr siete años para Mercedes-Benz, Spengler pasó a BMW 2012.

## Carrera

### Inicios
Nacido cerca de Estrasburgo de un padre canadiense y una madre francesa, Spengler vivió su primera infancia en Saint-Hippolyte, un pueblo de Quebec, Canadá. Luego se mudó de nuevo a Francia, donde comenzó a competir en karting en 1995. Alternó torneos de karting de Canadá y Francia, hasta que terminó por instalarse en Europa.
En 2001, Spengler resultó quinto en la Fórmula Renault Francesa y noveno en la Eurocopa Fórmula Renault. En 2002 fue subcampeón de la Fórmula Renault Alemana, octavo en la Eurocopa Fórmula Renault y campeón de la Fran-Am Norteamericana, con nueve victorias en total. A continuación ascendió a la Fórmula 3 Euroseries; habiéndose ausentado de tres fechas por un choque grave en los ensayos de pretemporada finalizó 10º en 2003 en el equipo ASM. En 2004 cambió al equipo Mücke, que le entregó en Dallara modelo 2002 poco competitivo que lo relegó al 11º lugar.

### Deutsche Tourenwagen Masters
Spengler dejó los monoplazas por los turismos en 2005 y comenzó a correr en un Mercedes-Benz Clase C antiguo en el DTM para el equipo Persson. Tras un comienzo de año sin puntos y un solo abandono, el canadiense sumó una pole position y puntuó en las tres fechas finales y quedó 16º en el campeonato.

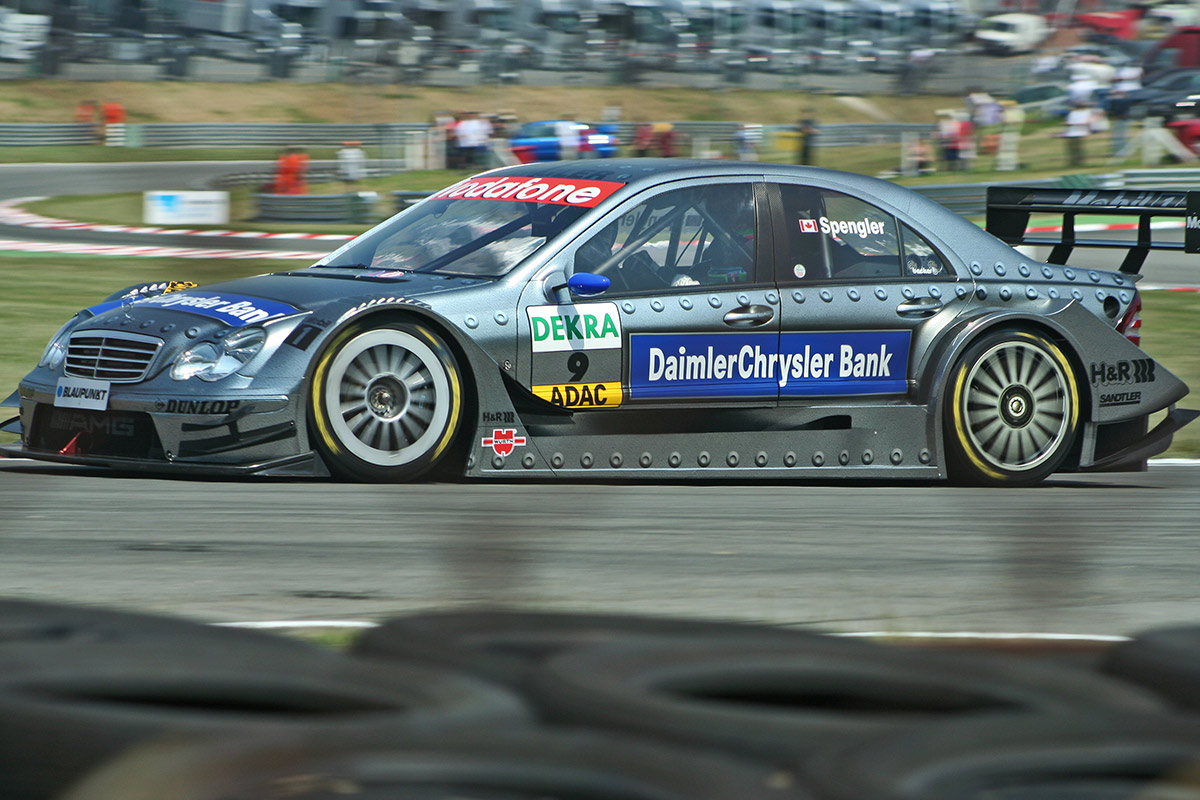
Bruno Spengler al volante del Mercedes-Benz Clase C en la carrera de Brands Hatch del DTM 2006.

Ante su rápido progreso, HWA, el equipo oficial de Mercedes-Benz en la categoría, lo contrató para pilotar un Clase C último modelo en 2006. A la edad de 23 años, Spengler ganó cuatro carreras de diez, llegó segundo en una y su peor actuación fue un noveno lugar. De esta manera, fue subcampeón detrás de Bernd Schneider, el experimentado piloto de la marca de la estrella que había sumado siete podios, y se ganó un lugar en la élite de las carreras europeas de turismos.
Luego de dos carreras sin sumar puntos en 2007, el canadiense ganó una carrera, sumó tres podios más y llegó cuarto quinto en las demás. Con esto, llegó a la última fecha con chances de ganar el campeonato, lo que finalmente no logró y debió conformarse con su segundo subcampeonato detrás de Mattias Ekström, su rival de Audi.
En 2008, el piloto no logró ganar ninguna carrera, aunque llegó entre los primeros cinco en la mitad de ellas, con lo que finalizó quinto en el campeonato. Su actuación en 2009 fue similar: obtuvo tres podios y cinco arribos en quinto o sexto. En un año muy parejo en el pelotón de punta del DTM, el canadiense quedó cuarto en el clasificador final.
Los dos siguientes años, Spengler padeció de pobres últimos terceros de año que le impidieron pelear por el campeonato. En 2010, ganó dos carreras y sumó 8 podios en 11 competencias. Sin embargo, al no puntuar en dos de las tres fechas finales, quedó a cuatro puntos del campeón Paul di Resta y uno del subcampeón Gary Paffett, ambos compañeros de equipo en HWA.

En 2011, el canadiense cosechó en las seis primeras fechas cinco podios, incluyendo dos triunfos, y un sexto lugar. Luego sumó apenas dos puntos en las últimas cuatro fechas, por lo cual terminó nuevamente en la tercera colocación, esta vez detrás de dos pilotos de Audi: Martin Tomczyk y Ekström. Como consuelo, disputó las tres finales del evento fuera de campeonato del DTM en el Estadio Olímpico de Múnich: ganó el duelo de Mercedes-Benz, a continuación perdió el enfrentamiento contra el debutante Edoardo Mortara de Audi en la guerra de las marcas, y finalmente ganó la competencia principal otra vez ante Mortara.

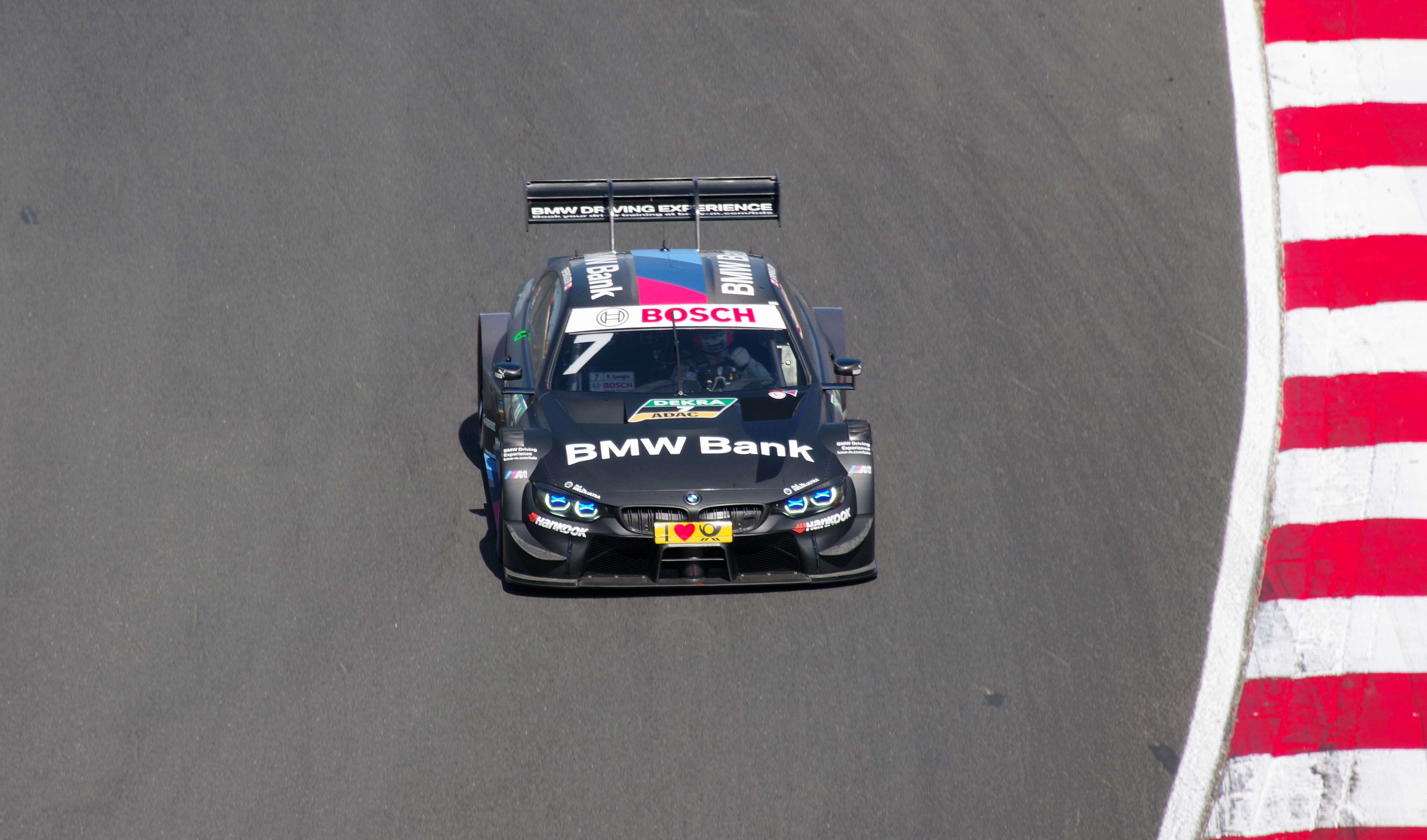
Bruno Spengler corriendo en DTM para BMW, año 2018.

Spengler formó parte del plantel con que BMW retornó al DTM en 2012, veinte años después de su última participación en la categoría. El canadiense ganó cuatro carreras y subió al podio en seis de nueve con el equipo Schnitzer, de modo que se coronó campeón, cuatro puntos por delante de Paffett.
El piloto obtuvo un triunfo y tres podios en el DTM 2013, resultando así tercero en el campeonato por detrás de Mike Rockenfeller y Augusto Farfus. En 2014 tuvo solamente un segundo puesto, un tercero y un sexto como resultados puntuables, de modo que se colocó 11º en el campeonato.
El canadiense continuó con BMW en el DTM 2015, pero pasó al equipo MTEK. Acumuló dos segundos puestos, cuatro terceros y dos quintos en 18 carreras, pero no logró ninguna victoria. Por tanto, acabó quinto en el campeonato como mejor piloto de BMW. Tras una temporada 2016 con dos podio (uno de Spengler), MTEK dejó la categoría y el canadiense pasó al equipo Racing Bart Mampaey. Sumando las temporadas 2017 y 2018, logró una victoria y otros tres podios. Para 2019 se mudó nuevamente de equipo, esta vez al Team RMG.

## Resultados

### Campeonato Mundial de Resistencia de la FIA
(Clave) (negrita indica pole position) (cursiva indica vuelta rápida)

| Año     | Escudería     | Clase     | Automóvil  | 1   | 2   | 3   | 4   | 5   | 6   | 7   | 8   | Pos. | Puntos | Ref.  |
| ------- | ------------- | --------- | ---------- | --- | --- | --- | --- | --- | --- | --- | --- | ---- | ------ | ----- |
| 2018-19 | BMW Team MTEK | LMGTE Pro | BMW M8 GTE | SPA | LMS | SIL | FUJ | SHA | SEB | SPA | LMS | 28.º | 8      | [ 2 ] |
| 2018-19 | BMW Team MTEK | LMGTE Pro | BMW M8 GTE |     | 7   |     |     |     |     |     |     | 28.º | 8      | [ 2 ] |

### 24 Horas de Le Mans
| Año     | Equipo               | Copilotos                | Automóvil             | Clase | Vueltas | Pos. | Pos. Clase |
| ------- | -------------------- | ------------------------ | --------------------- | ----- | ------- | ---- | ---------- |
| 2020    | ByKolles Racing Team | Tom Dillmann Oliver Webb | ENSO CLM P1/01-Gibson | LMP1  | 97      | DNF  | DNF        |
| Fuente: |                      |                          |                       |       |         |      |            |